# 山田省三
山田 省三（やまだ しょうぞう、1948年 - ）は、日本の法学者。専門は労働法。中央大学名誉教授。弁護士。東京都出身。

## 来歴
1974年中央大学法学部法律学科卒業。1981年中央大学大学院法学研究科満期退学。1987年中央学院大学法学部専任講師、1990年には同法学部助教授。1995年中央大学法学部助教授、1996年同法学部教授を経て2004年より中央大学法科大学院教授。2019年に退官。この間、日本労働法学会理事・事務局長なども務めた。暁法律事務所弁護士、中央大学通信教育部神奈川支部（理事兼元会長・ 増田剛三）の人気講師としても活躍中。

## 研究領域
差別問題・セクハラ問題・遵法闘争・イギリス労働法について研究。特にセクハラ研究については、重鎮として早くから注目を浴びており、１９８０年代の主要フェミニズム理論に関する文献をまとめたフェミニズム・コレクションにも収録されている。

## 主著
- 『リーディングス社会保障法』(八千代出版、2000年）
- 角田邦重と共著『現代雇用法』（信山社出版、2007年）
- 秋元慎介と共著『わかりやすい年金ガイドブック』（法律文化社、2010年）
- 石井保雄と共編『労働者人格権の研究 -角田邦重先生古希記念- 上下巻』（信山社出版、2011年）
- 角田邦重と共著『労働法解体新書（第３版）』（法律文化社、2011年）
- 久塚純一と共著『社会保障法解体新書（第３版）』（法律文化社、2011年）
- 毛塚勝利・角田邦重・米津孝司と共著『労働法２＜保護法＞ 』（中央大学通信教育部、2011年）
- 青野覚・鎌田耕一・浜村彰石井保雄と共編『労働法理論変革への模索-毛塚勝利先生古稀記念』（信山社出版、2015年）
- 石井保雄と共編『トピック労働法』（信山社出版、2020年）

## 門下生
- 長谷川聡 - 専修大学教授
- 春田吉備彦 - 熊本学園大学教授
- 河合塁 - 岐阜大学教授
- 松井良和 - 茨城大学専任講師
- 滝原啓允 - 大東文化大学教授
- 東島日出夫 - 桐蔭横浜大学講師
- 石崎浩 - 神奈川県立大学教授
- 帆足まゆみ - 東京国際大学講師